# قشلاق قرة ككيل حاجي محمود (مقاطعة بيله سوار)
قشلاق قرة ککیل حاجي محمود (بالفارسية: قشلاق قره ککیل حاج محمود) هي منطقة سكنية تقع في إيران في أردبيل. يقدر عدد سكانها بـ 34 نسمة .